# Ličko Lešće
Ličko Lešće (do 1970 Lešće) – wieś w Chorwacji, w żupanii licko-seńskiej, w mieście Otočac. W 2011 roku liczyła 709 mieszkańców.
Jest położone w Lice, na wysokości 463 m n.p.m., 15 km na południowy wschód od Otočaca. Przez miejscowość przebiegają droga z Senja do Gospicia i linia kolejowa.
Miejscowa gospodarka oparta jest na rolnictwie i przemyśle budowlanym.